# Bona nox! bist a rechta Ox
Bona nox! bist a rechta Ox, KV 561, ist ein vierstimmiger Kanon in A-Dur mit Text und Musik von Wolfgang Amadeus Mozart. Er wurde 1804 als CANON VI. im Cahier XVI. der Oeuvres complettes von Breitkopf & Härtel verlegt, dort bereits in der vollständig umgeschriebenen Version.
Es ist – als „obszöner Kanon in A-Dur“ – eines der am längsten und häufigsten zensurierten Musikstücke der Geschichte.

## Text
| Originalfassung Bona nox! bist a rechta Ox; bona notte, liebe Lotte; bonne nuit pfui, pfui; good night, good night, heut müßma noch weit; gute Nacht, gute Nacht, scheiß ins Bett daß’ kracht; gute Nacht, schlaf fei g’sund und reck’ den Arsch zum Mund. | Bereinigte Fassung Bona nox! bist a rechter Ochs, bona notte, liebe Lotte; bonne nuit, pfui, pfui; good night, good night, heut’ müßma noch weit; gute Nacht, gute Nacht, ’s wird höchste Zeit, gute Nacht, schlaf’ fei g’sund und bleib’ recht kugelrund. | Vollständig umgeschrieben Gute Nacht! bis der Tag erwacht! Alle Sorgen, ruht bis morgen! Euch gute Nacht! Schlaf wohl! schliess(t) nur die Augen (jetzt) zu, schlaf mein Liebchen, fein sanft, schlaf in guter Ruh, gute Nacht! Schlaft fein süss, bis nun der Tag erwacht! |

Quellen und Hinweise:
Die Reime stammen mit hoher Wahrscheinlichkeit von Mozart selbst. Das Gute Nacht in fünf Sprachen (Latein, Italienisch, Französisch, Englisch und Deutsch) reflektiert die Kosmopolität des Komponisten, der alle diese Sprachregionen bereiste. Zwei Passagen erregen seit Bestehen des Kanons und noch bis heute Anstoß, da sie dem Bereich des Fäkalhumors zuzuordnen sind: einerseits die drittletzte Zeile scheiß ins Bett daß’ kracht, andererseits die Aufforderung und reck’ den Arsch zum Mund. Es scheint sich aber – zumindest innerhalb der Familie Mozart – um recht gebräuchliche Redewendungen zu handeln, da nicht nur er selbst sich der Fäkalsprache bediente, beispielsweise in den „Bäslebriefen“ an Maria Anna Thekla Mozart oder in einem Schreiben vom 7. Juli 1770 an seine Schwester Nannerl. Auch die Mutter des Komponisten, Anna Maria Mozart, gebrauchte in einem Postskript aus Paris vom 26. September 1777 an ihren Ehemann ebendiese Worte:

„Den ganzen dag haben wür Visiten,

leben wie die fürsten Kinder,

bis uns holt der schinder.

Adio ben mio leb gsund,

Reck den arsch zum mund.
Ich winsch ein guete nacht,

scheiss ins beth das Kracht“

Mutter Mozart schließt mit den Worten: „es ist schon über oas ietzt kanst selber Reimen. sch Maria Anna Mozartin.“ Auch Vater Leopold Mozart benutzte in seinen Briefen fallweise eine derbe Sprache. Die Infantilität der Reime (nox/Ox, Nacht/kracht) und die Analität des Textes führten zu zahlreichen Spekulationen von Wissenschaftlern, die nicht zurückschreckten, aus mehr als 200-jähriger Distanz beim Komponisten ein Tourette-Syndrom zu diagnostizieren. Da im Bayerischen Schoaß (Scheiß) zumeist nicht Defäkation, sondern Flatulenz bedeutet, kann sich die Zeile Scheiß ins Bett daß’ kracht durchaus auf lautes Furzen beziehen.
Als der Schriftsteller Stefan Zweig den Psychoanalytiker Sigmund Freud auf die deutliche Sprache der Bäslebriefe Mozarts hinwies, antwortete der Analytiker: „In mehreren Analysen mit Musikern ist mir deren besonderes, in die Kindheit zurückreichendes Interesse für die Geräusche, die man mit dem Darm macht, aufgefallen. Ob man das nur als Spezialfall des allgemeinen Interesses für die Tonwelt betrachten darf, oder ob man annehmen soll, in die (uns unbekannte) Begabung für Musik gehe eine starke anale Komponente ein, lasse ich unentschieden.“

## Musik
Der Kanon wurde mit der Taktangabe Alla breve und in der Tonart A-Dur verfasst. Er umfasst 16 Takte. Jede der vier Stimmen beginnt nach jeweils vier Takten.
Mozart nahm das Werk im Jahr 1788 als einen von mehreren Kanons in sein Werkverzeichnis auf.

## Rezeption
In der vollständig umgeschriebenen Fassung fand der Kanon enorme Verbreitung im deutschsprachigen Raum, insbesondere in Publikationen zur Hausmusik.
Eleonore Büning bedauert in einer FAZ-Rezension des Kinderbuchs von Jutta Bauer aus dem Jahr 2005, dass auch diese die zensurierte Fassung gewählt hatte: „Schade nur, daß sie die antipädagogische Wirkung der verborgenen Subtextes unterschätzt hat. Gutenachtsingende Mütter wissen schließlich aus Erfahrung, daß man kleinen Kindern, die ihre anale Phase noch nicht vollends wegsublimiert haben, mit Mozart im Original kurz vor dem Einschlafen eine große Freude machen kann.“
Der Mozart-Marathon im Berliner Konzerthaus im Jahre 2015 wurde mit der Bona-nox-Zeile „Scheiss ins Bett dass’ kracht“ auch auf Plakaten in der ganzen Stadt beworben. Die Entscheidung für das Plakatsujet wurde von der konservativen Tageszeitung Die Welt als „Griff ins Klo“ kritisiert, Mozart wurde vom Kritiker der Welt als „Skatologe, Fäkal-Lyriker und Komponist aus Leidenschaft“ charakterisiert, der Kanon Bona nox als obszön. Zugleich erinnerte die Zeitung in einer prominenten Zwischenüberschrift – in Versalien – deutlich an einen weiteren Kanon, der lange Zeit Mozart zugeschrieben wurde und mit obszöner Lyrik unterlegt ist: „Leck mir den Arsch fein recht schön sauber“ (KV 233 (382d)).

## Einordnung
„Mit der ‚Reinigung‘ dieser Texte entsprachen die Zensoren offenbar dem Hygienebedürfnis einer Gesellschaft, die Dreck und Exkremente als abstoßend empfand und der es gleichgültig war, dass auf diese Weise die subversive Wirkung dieser Kanons völlig eliminiert wurde. Die Vorstellung, dass sich Mozart im Oktober 1777 in Augsburg mit seiner Cousine Maria Anna Thekla und Pater Aemilian Angermayr betrank, die drei dabei ordinäre Kanons sangen, und Mozart und das 19-jährige ‚Bäsle‘ anschließend vermutlich Sex hatten, muss solchen Leuten kalte Schauer über den Rücken jagen.“